# أحمد ناجي أبو حمادة
أحمد ناجي أبو حمادة (1990 في مخيم بلاطة - 12 أغسطس 2018 في الريحان، رام الله) ويُلقب الزعبور، فلسطيني احتجزته الأجهزة الأمنية الفلسطينية وتُوفي أثناء احتجازه.

## حياته ومسيرته
في عام 1990، وُلد أحمد ناجي أبو حمادة لأسرة فلسطينية تسكن مخيم بلاطة شرق مدينة نابلس شمال الضفة الغربية. في 14 نوفمبر 2012، اعتقلته قوات الاحتلال الإسرائيلي ومضى في سجونها ثلاث سنوات.
في 8 مارس 2016، أصبح أبو حمادة مطلوبًا للأجهزة الأمنية الفلسطينية بعد إطلاقه عيار ناري تجاه مواطن من مخيم عسكر القديم ومقتله. في 19 مارس 2017، نفذت الأجهزة الأمنية الفلسطينية عملية مداهمة في مخيم بلاطة لاعتقال أبو حمادة نتج عنها إصابته ومقتل ملازم من مرتبات الأمن الوطني الفلسطيني. في مايو 2017، تماثل أبو حمادة للشفاء التام وبدأت إجراءات التحقيق معه لعرضه على المحكمة.

## وفاته
في 3 أغسطس 2018، انتكست حالة أبو حمادة الصحية، نقل على إثر ذلك من سجن أريحا إلى مستشفى أريحا الحكومي ثم إلى مستشفى الاستشاري العربي الذي أعلن عن وفاته في 12 أغسطس 2018.